# Non è Natale senza panettone
Non è Natale senza panettone è un film per la televisione italiano della compagnia teatrale dialettale I Legnanesi, diretto da Marco Limberti.  
Il film è andato in onda per la prima volta il 26 dicembre 2019 su Rete 4.

## Trama
Il film narra la vicenda della famiglia Colombo che riceve uno sfratto dal cortile in cui vive poiché lì verrà costruito l’outlet del Pandoro. I componenti della famiglia, ossia la Teresa, la Mabilia e il Giovanni, decideranno di iniziare una nuova vita e si trasferiranno a Napoli, senza però rinunciare alle proprie tradizioni.

## Ascolti Tv[2]
| Messa in onda    | Telespettatori | Share |
| ---------------- | -------------- | ----- |
| 26 dicembre 2019 | 1.236.000      | 5,9%  |

## Produzione
Il film è prodotto da Mediaset - RTI.
Nel film ci sono i cammei di Gigi D'Alessio, Evaristo Beccalossi, Emanuela Folliero, Gianluigi Nuzzi, Andrea Pucci ed Edoardo Romano.

### Riprese
Benché sia ambientato a Napoli, il lungometraggio è stato girato principalmente nella città di Legnano, e alcune scene anche a Milano.